# Iwonicz
Iwonicz ist eine Ortschaft mit einem Schulzenamt der Gemeinde Iwonicz-Zdrój im Powiat Krośnieński der Woiwodschaft Karpatenvorland in Polen.

## Geographie
Der Ort liegt im Sanoker Flachland unterhalb des Hügel Ispak (482 m) in den Niederen Beskiden. Die Nachbarorte sind Miejsce Piastowe und Targowiska im Norden, Klimkówka im Osten, Iwonicz-Zdrój im Süden, Lubatówka im Südwesten sowie Rogi im Westen.

## Geschichte

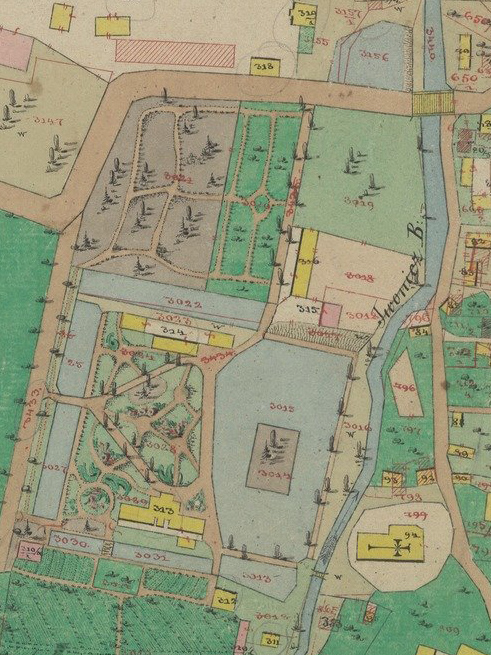
Iwonicz im Jahr 1851

Eine Siedlung bestand wahrscheinlich schon im 12. Jahrhundert, als das Gebiet zum Fürstentum Halitsch gehörte. Ab 1344 lag sie im Sanoker Land der Woiwodschaft Ruthenien des Königreich Polens. Die erste urkundliche Erwähnung stammt aus dem Jahr 1427 als Ywanczepole. Das Derivat Iwańcze (abgeleitet vom Urbesitzer Iwo(n) bzw. Iwan) war ruthenisch und der Terminus Pole (wörtlich -feld) deutete im 15. Jahrhundert auf entvölkerte Wüstungen. Das Dokument erwähnte auch eine Lichtung Cornslag, heute Cerflak, wahrscheinlich deutscher Herkunft. Das Dorf Ywancze wurde im Jahr 1447 ins deutsche Recht übertragen. Die Ansiedlung von sogenannten Walddeutschen ist für das Jahr 1492 nachgewiesen. Die Urkunde zur Teilung des Dorfs erwähnt 1492 mehrheitlich deutsche Nachnamen. Mit den beiden benachbarten Orten Klimkówka und Przedmieście (Posada bzw. dt. Vorstadt) bei Rymanów bildete es eine Sprachinsel. Verbunden war diese mit der größeren deutschen Sprachinsel um Krosno, obwohl slawische Dörfer dazwischen lagen.
Im 16. Jahrhundert bis zum Jahr 1634 wurde in der katholischen Ortskirche der Arianismus eingeführt. Diese radikale Strömung der Reformation lehnt die Dreifaltigkeit ab (Polnische Brüder). Im Jahr 1599 baute der Grundherr Jakub Sienieński ein arianisches Bethaus, das ab dem späteren 18. Jahrhundert als Speicher diente.
1624 fielen die Tataren in der Gegend ein.
Das Dorf gehörte zunächst zur Adelsrepublik Polen-Litauen, Woiwodschaft Ruthenien, Sanoker Land. Bei der Ersten Teilung Polens kam Iwonicz 1772 zum neuen Königreich Galizien und Lodomerien des habsburgischen Kaiserreichs (ab 1804). Seit dem Jahr 1799 gehörte das Dorf der Adelsfamilie Załuski, die viele Spuren hinterließ und unter anderem das Schloss erbaute. Unter dieser Familie entwickelte sich im Süden des Dorfs ein Kurort.
Ab dem Jahr 1855 gehörte Iwonicz zum Bezirk Krosno. Im Jahr 1900 hatte die Gemeinde Iwonicz 1685 Hektar Fläche, 524 Häuser mit 2775 Einwohnern, davon die Mehrheit römisch-katholisch und polnischsprachig, 68 Juden und 7 griechisch-katholisch.
Nach dem Ende des Ersten Weltkriegs und dem Zusammenbruch der k.u.k. Monarchie, kam Iwonicz 1918 zu Polen. Unterbrochen wurde dies nur durch die Besetzung Polens durch die Wehrmacht im Zweiten Weltkrieg. Am 24. Juli 1944 wurden 72 Einwohner der Umgebung von SS-Galizien im benachbarten Dorf Lubatowa getötet, daran erinnert ein Denkmal.
Der südliche Teil des Dorfs wurde 1956 als Iwonicz-Zdrój administrativ abgetrennt und 1973 zur Stadt erhoben. Von 1975 bis 1998 gehörte Iwonicz zur Woiwodschaft Krosno.

## Sehenswürdigkeiten

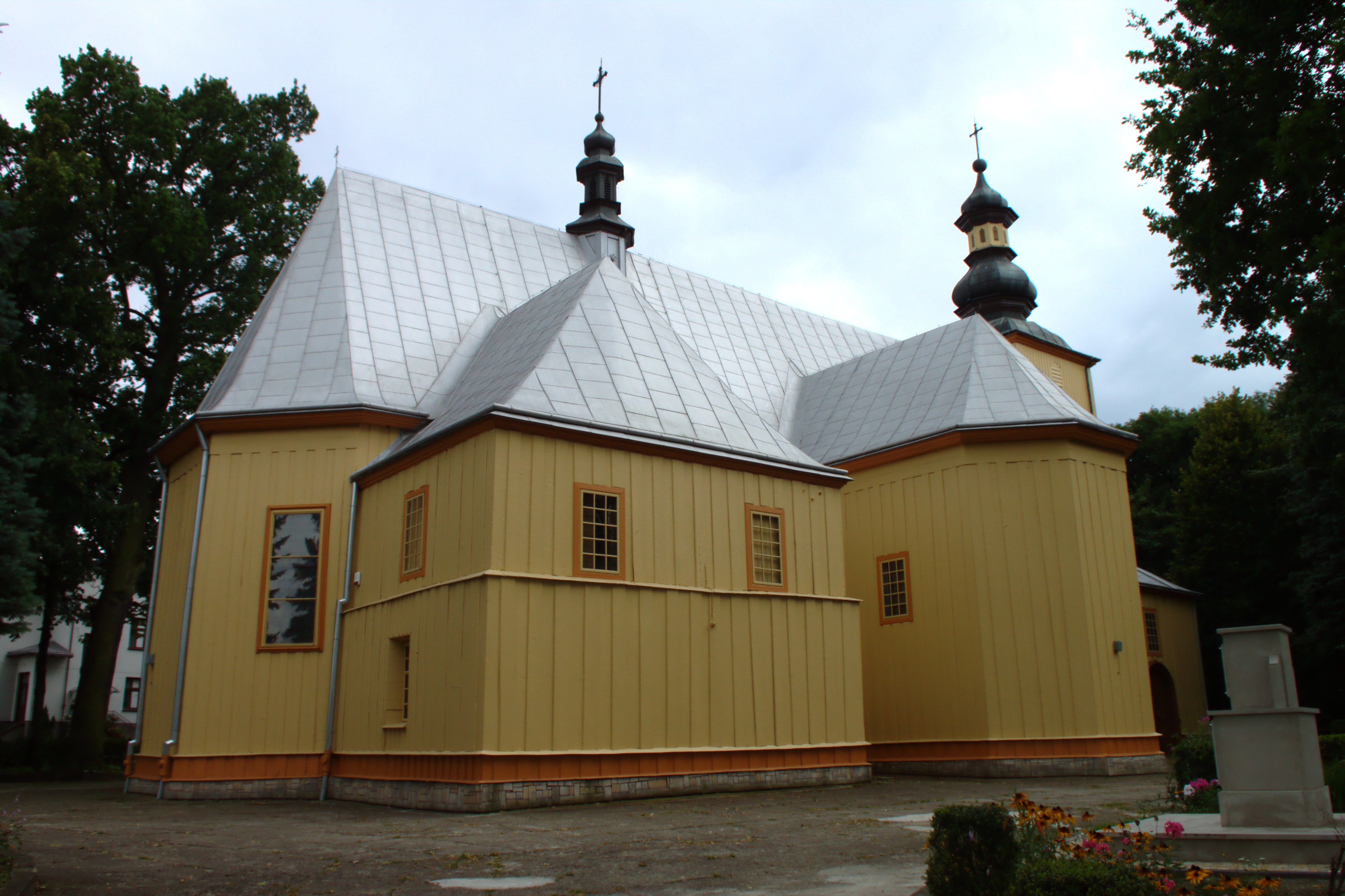
Holzkirche

- Eklektischer Palast der Familie Załuski (1883)
- Ehemaliges Bethaus der Arianer (1599)
- Römisch-katholische Holzkirche (1464)
- Zahlreiche Holzhäuser

## Verkehr
Durch Iwonicz verläuft die Staatsstraße DK 28, die Zator über Nowy Sącz mit Przemyśl verbindet.

## Persönlichkeiten
- Antoni Kenar (1906–1959), polnischer Bildhauer, Pädagoge, Direktor der Staatlichen Schule für Holzhandwerk in Zakopane.